# Анаперо-довгокрил
Анапе́ро-довгокрил (Lurocalis) — рід дрімлюгоподібних птахів родини дрімлюгових (Caprimulgidae). Представники цього роду мешкають в Мексиці, Центральній і Південній Америці.

## Види
Виділяють два види:
- Анаперо-довгокрил бурий (Lurocalis semitorquatus)
- Анаперо-довгокрил рудочеревий (Lurocalis rufiventris)

## Етимологія
Наукова назва роду Lurocalis походить від сполучення слів дав.-гр. ουρα — хвіст і κολος — обрізаний.